# Alf Ramsey
Sir Alfred Ernest "Alf" Ramsey (født 22. januar 1920, død 28. april 1999) var en engelsk fodboldspiller (højre back) og manager, bedst kendt for sine 11 år som manager for det engelske landshold, som han også selv repræsenterede som aktiv. Han førte englænderne til VM-guld i 1966, holdets hidtil eneste større internationale titel.

## Aktiv karriere
Ramseys klubkarriere blev tilbragt ved to forskellige klubber, Southampton F.C. og Tottenham Hotspur. Hos Tottenham nåede han at spille 226 kampe og var en del af holdet der i 1951 vandt det engelske mesterskab.
Ramsey spillede desuden 32 kampe og scorede tre mål for det engelske landshold. Hans første landskamp var et opgør mod Schweiz 2. december 1948, hans sidste en kamp mod Ungarn 25. november 1953. Han var en del af det engelske hold der deltog ved VM i 1950 i Brasilien, den første engelske VM-deltagelse nogensinde. Turneringen blev en skuffelse for englænderne, der blev slået ud i gruppespillet, og Ramsey spillede alle holdets tre kampe i turneringen.

## Trænerkarriere
Efter at være stoppet som aktiv spiller blev Ramsey i 1955 manager for Ipswich Town. Han stod i spidsen for Norfolk-klubben de følgende otte sæsoner med stor succes. På få år førte han klubben fra den tredjebedste til den bedste række, og i 1962, allerede første år efter oprykningen til First Division, blev man engelsk mester.
Efter sin store succes hos Ipswich blev Ramsey i 1962 ansat som manager for det engelske landshold, som netop var kommet ud af 1950'erne, hvor VM-resultaterne havde været særdeles skuffende. Ramseys store mål var VM i 1966 på hjemmebane. Denne turnering blev en stor succes, da han førte holdet til VM-titlen efter en legendarisk finalesejr på 4-2 over Vesttyskland. To år senere vandt holdet bronze ved EM i 1968 i Italien. Ramseys sidste slutrunde for englænderne var VM i 1970 i Mexico, hvor englænderne nåede kvartfinalerne. Herefter var han i en enkelt sæson manager for Birmingham City.
Ramsey blev i 1967 adlet. Han kunne derefter kalder sig Sir Alfred Ramsey. Han døde i 1999 i en alder af 79 år.

## Titler

### Titler som spiller
Engelsk mesterskab
- 1951 med Tottenham Hotspur

Community Shield
- 1951 med Tottenham Hotspur

### Titler som træner
Premier League
- 1962 med Ipswich Town

VM
- 1966 med England